# Dáibhí Ó Bruadair
Dáibhí Ó Bruadair, irski pesnik, * 1635, Barrymore, Irska, † januar 1698.
Ó Bruadair velja za enega najpomembnejših pesnikov v irščini v 17. stoletju.